# غالب بن صعصعة
أبو الأخطل غالب بن صعصعة بن ناجية بن عقال بن مُحَمد المُجَاشعي التميمي (15 ق هـ - 65 هـ / 608م - 685م) من سادات العرب وأشرافهم في الجاهلية والإسلام، وأبوه الصحابي صعصعة بن ناجية الدارمي وأمه ليلى بنت حابس أخت الصحابي الأقرع بن حابس، وهو أبو الشاعر المشهور همام بن غالب المعروف بالفرزدق قال البلاذري: «غالب بن صعصعة كان يُكَنى بأبي الأخطل، وكان سيداً في البادية». وكان غالب بن صعصعة أحد الذين وفدوا على علي بن أبي طالب في البصرة. وقال ابن حجر العسقلاني: «عمَّر غالب بن صعصعة، ولقي علياً في البصرة، وكان مشهوراً بالجود».

## نسبه
- هو غالب بن صعصعة بن ناجية بن عقال بن مُحَمد بن سُفَيان بن مُجَاشع بن دارم بن مالك بن حنظلة بن مالك بن زيد مناة بن تميم بن مر المُجَاشعي الدارمي الحنظلي التميمي ويُكَنى بأبي الأخطل وبأبي همام.[4]
- أبوه الصحابي صعصعة بن ناجية بن عقال بن مُحَمد المُجَاشعي الدارمي التميمي وكان سيداً شريفاً في الجاهلية عظيم القدر في الإسلام قال ابن أبي الدنيا: «لم يكن أحد من أشراف العرب بالبادية أحسن ديناً من صعصعة بن ناجية التميمي».[5]
- أمه هي ليلى بنت حابس بن عقال بن مُحَمد بن سُفَيان المُجَاشعية الدارمية التميمية وهي اخت الصحابي الأقرع بن حابس.[6]

## أبنائه
- الأخطل بن غالب وكان أكبر من الفرزدق ومن وجوه قومه[7]

- همام بن غالب (الفرزدق) الشاعر المعروف…

- جعثن بنت غالب وكانت امرأة صالحة[8]